# Bispetorv (Aarhus)
 For alternative betydninger, se Bispetorv. (Se også artikler, som begynder med Bispetorv)
Bispetorv i er et torv i Aarhus, der har sit navn efter den tidligere bispegård, Aarhus Bispegård, der lå på stedet, indtil den blev nedrevet i 1881. Torvet fik sin nuværende udformning i 1921; Det ligger ved sydsiden af Aarhus Domkirke og afsluttes mod syd af Aarhus Teater (indviet 1900); mod øst går Skolegade, og mod vest Kannikegade. Bispetorvet er ca. 3.000 m² stort, 110 meter på den længste led og 45 meter bred på den bredeste led. På torvet findes en statue af Christian 10. på sin hest. 
I 2009 gik en større omlægning af Bispetorvet i gang efter en idékonkurrence om den fremtidig udnyttelse. Omlægningen skulle blandt andet ændre torvet fra parkeringsplads til et mere aktivt byrum. I første omgang blev Bispetorvet centrum for Nordeuropas største vikingeudgravning, fortaget af arkæologer fra Moesgård Museum.
Torvet har gennem en årrække været centrum for Aarhus Festuge, og var i en periode hjemsted for det store telt Univers.
- Bispetorv set mod Store Torv.
- Aarhus Teater med facade mod Bispetorv.
- Den tidligere bispegård der har givet navn til torvet, nedrevet i 1881
- Torvet blev i mange år brugt som parkeringsplads
- Et lille afskærmet område af Bispetorv ved Domkirken